# Martin Loeb
Pour les articles homonymes, voir Loeb.
Martin Loeb, né à Paris le 11 mars 1959 et mort dans la même ville le 22 mars 2025,,, est un acteur et artiste français.

## Biographie

### Famille
Né le 11 mars 1959 à Paris, Martin Loeb est le fils d'Albert Loeb et de Cécile Odartchenko, et le petit-fils de Georges Odartchenko, poète russe et peintre fantastique, ainsi que de Pierre Loeb, galeriste. 
Il est le frère de l'actrice Caroline Loeb.
Il grandit à New York jusqu'en 1966, avant de retourner à Paris.

### Acteur
En 1974, il obtient le rôle principal dans le film Mes petites amoureuses de Jean Eustache. En 1977, il apparaît dans Roberte de Pierre Zucca et Maladolescenza de Pier Giuseppe Murgia. L'expérience de ces deux derniers films le marque profondément ; il décide alors d'abandonner sa carrière d'acteur pour se consacrer à la gravure.

### Graveur
Il rejoint l'atelier de Robert Frélaut à Montmartre, où il travaille avec Olaf Idalie, successeur de Frélaut à La Belle Estampe.
Sa mère, Cécile Odartchenko, anime une galerie d'art au 8 rue Teulère à Bordeaux, où elle édite également de la poésie. Il y expose pour la première fois à la fin des années 2010.

### Décès
Martin Loeb meurt quelques jours après son 66e anniversaire.

## Filmographie

### Cinéma
- 1974 : Mes petites amoureuses de Jean Eustache : Daniel
- 1976 : Si c'était à refaire de Claude Lelouch
- 1977 : Jeux interdits de l'adolescence de Pier Giuseppe Murgia : Fabrizio
- 1979 : Roberte de Pierre Zucca : Antoine